# Лорън Донър
Лорън Донър (на английски: Laurann Dohner) е американска писателка на бестселъри в жанра фентъзи любовен роман, паранормален любовен роман и еротичен любовен роман.

## Биография и творчество
Лорън Донър е родена на 10 юни 1970 г. в Южна Калифорния, САЩ. От малка е голям любител на книгите. Още на 9 години приключва с детската секция в обществената библиотека и получава разрешение от родителите си да чете каквото пожелае. Започва с фантастика, хорор и трилъри, докато не попада на романтичната литература. Взема по 20 – 30 книги на седмица през лятото докато не изчете цялата секция от романи. Като тийнейджър пише поезия и понякога кратки разкази.
След гимназията през 1989 г. се омъжва за съпруга си Дейвид и има четири деца, които отглежда като домакиня.
На 22 години решава, че може да пише по-добре от това, което чете в романтичния жанр. Отнема ѝ 2 години да напише първия си роман, който е завършен в края на 1993 г. Но това ѝ дава реализация на мечтата и начин да постигне целта на живота си. Пише за забавление още няколко романа от тази серия, а после и други. Постепенно се увлича от писането и се усъвършенства в него, въпреки че няма специално образование. След много години опитва да предложи на няколко агента и издателства произведенията си, но получава категоричен отказ.
През 2009 г., сред поредния опит, получава писмо за одобрение от „Elloras Cave“ за издаване като електронна книга. Първият ѝ фантастичен любовен роман „Ral's Woman“ от серията „Войните Зорн“ излиза същата година.
Романите на Лоран Донър бързо печелят признанието на читателите и влизат в списъците на бестселърите на „Ню Йорк Таймс“ и „Пъблишер Уикли“.
Лорън Донър живее със семейството си в Хендерсън, Невада. Пише с много желание и с помощта на неизменното айс-кафе и карамел.

## Произведения

### Самостоятелни романи
- Claimed (2016) – с Кели Мун

### Серия „Войните Зорн“ (Zorn Warriors)
1. Ral's Woman (2009)
2. Kidnapping Casey (2010)
3. Tempting Rever (2010)
4. Berrr's Vow (2010)
5. Coto's Captive (2016)

### Серия „Киборгът съблазнител“ (Cyborg Seduction)
1. Burning Up Flint (2010)
2. Kissing Steel (2010)
3. Melting Iron (2010)
4. Touching Ice (2010)
5. Stealing Coal (2011)
6. Redeeming Zorus (2011)
7. Taunting Krell (2011)
8. Haunting Blackie (2014)
9. Loving Deviant (2016)
10. Seducing Stag (2016)

### Серия „Ездата на Рейнс“ (Riding the Raines)
1. Propositioning Mr. Raine (2010)
2. Raine On Me (2011)

### Серия „Топла връзка“ (Mating Heat)
1. Mate Set (2010)
2. His Purrfect Mate (2011)
3. Mating Brand (2014)

### Серия „Нови видове“ (New Species)
1. Фюри, Fury (2011)
2. Слейд, Slade (2011)
3. Валиант, Valiant (2011)
4. Джъстис, Justice (2011)
5. Брон, Brawn (2011)
6. Рот Wrath (2012)
7. Тайгър, Tiger (2012)
8. Obsidian (2012)
9. Shadow (2012)
10. Муун, Moon (2013)
11. Тру, True (2013)
12. Даркнес, Darkness (2014)
13. Смайли, Smiley (2014)
14. Номерата, Numbers (2015)
15. Добри приятели, Best Friends (2019)

Всички заглавия са фен-преводи.

### Серия „Свързваща топлина“ (Mating Heat)
1. Mate Set (2012)
2. His Purrfect Mate (2013)
3. Mating Brand (2014)

### Серия „ВЛЖ“ (VLG)
1. Drantos (2015)
2. Kraven (2016)
3. Lorn (2016)
4. Veso (2017)
5. Lavos (2017)
6. Wen (2017)
7. Aveoth (2017)
8. Creed (2017)
9. Glacier (2018)
10. Redson (2018)
11. Trayis (2019)

В България до 2015 г. няма официално издадени произведения на авторката. За романите има само фен-преводи.
Романът „Obsidian“ е бил в топ 10 на списъка на „Ню Йорк Таймс“.